# Brama Miejska w Valletcie

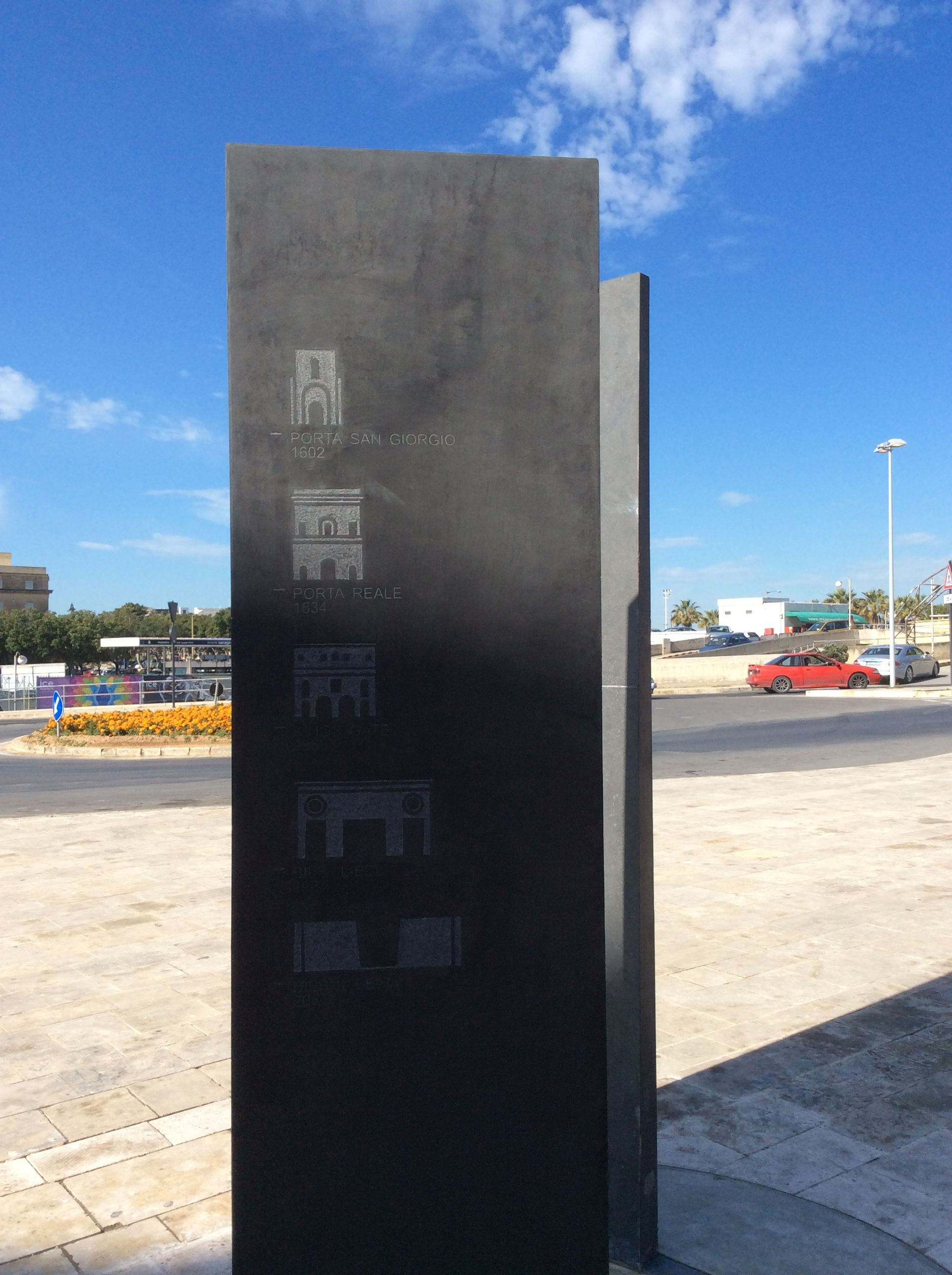
Pomnik na zewnątrz Valletty, pokazujący kolejne pięć bram, które stały u wejścia do miasta

Brama Miejska w Valletcie – pięciokrotnie przebudowywana brama miejska, która od 1569 roku służyła za główne wejście do Valletty, stolicy Malty (miasta wpisanego na listę światowego dziedzictwa UNESCO).
Brama umiejscowiona jest w Porta Reale Curtain, murze obronnym w środkowej części Valletta Land Front, położonym pomiędzy bastionami św. Jakuba i św. Jana w pobliżu Fontanny Trytona, budynku parlamentu, Pjazza Teatru Rjal oraz pasażu handlowego City Gate Shopping Arcade. Po obu stronach bramy znajdują się kawaliery św. Jakuba oraz św. Jana. Do bramy prowadzi most przerzucony nad głęboką, suchą fosą. Brama Miejska stanowi początek ulicy Republiki (Republica Street; poprzednio Strada Reale), głównej ulicy Valletty, która prowadzi do fortu św. Elma na przeciwległym końcu miasta.
W październiku 2014 roku, w pobliżu dworca autobusowego, została odsłonięta instalacja artystyczna, zawierająca w sobie elementy pięciu kolejnych bram miejskich Valletty. Instalację zaprojektował Chris Briffa. Upamiętnia ona wybór Valletty na Europejską Stolicę Kultury w 2018 roku.

## Nazwy
Pierwsza brama była początkowo nazywana Porta San Giorgio (Brama Świętego Jerzego). Później została przemianowana na Porta Reale (Brama Królewska), która to nazwa była używana w stosunku do kolejnych bram, i która została przetłumaczona na maltański jako Putirjal. Od lat 60. XX wieku wejście było znane jako City Gate (Brama miejska) lub Bieb il-Belt (Drzwi do miasta) w języku maltańskim. Obecna Brama Miejska została zbudowana w latach 2011–2014 według projektu Renza Piana.

## Pierwsza Brama Miejska
Najstarsza brama do Valletty została zbudowana w okresie panowania Wielkiego Mistrza Jeana Parisot de Valette (1494–1568), na cześć którego miasto otrzymało swą nazwę. Porta San Giorgio być może została zaprojektowana przez Francesco Laparelliego (włoskiego inżyniera wojskowego, który zaprojektował większość murów obronnych Valletty) lub jego maltańskiego asystenta Girolamo Cassara. Budowa rozpoczęła się w kwietniu 1566 roku i została zakończona w 1569 roku. Brama była mała i surowa w konstrukcji, bez ozdób w murze obronnym.
Porta San Giorgio z terenem poza fosą początkowo łączył drewniany most. Na krótko przed 1582 rokiem drewniany most został zastąpiony kamiennym. Sam most był wymieniany kilka razy, ale jego wykute w skale fundamenty pozostają nienaruszone i nadal utrzymują obecny most.
Około 1586 roku, za panowania Wielkiego Mistrza Hugo Loubenxa de Verdalle'a, nazwę bramy zmieniono na Porta Reale. W końcu XVI wieku, została dobudowana mniejsza zewnętrzna brama i dodany został łuk triumfalny ponad bramą główną.

## Druga Brama Miejska
Druga brama miasta została zbudowana w 1633 roku, według projektu maltańskiego architekta Тumasa Dingli, w okresie rządów Wielkiego Mistrza Antoine’a de Paule’a. Brama ta była bardziej zdobiona niż jej poprzedniczka. Posiadała centralny łuk w środku oraz mniejsze łuki po bokach, a także drewniany most zwodzony przez głęboką suchą fosę, znajdującą się tuż za murami miasta.
Brama była modernizowana w końcu XVIII i na początku XIX wieku. Posiadała szereg cech, które nie były zawarte w oryginalnym projekcie Dingliego. Brama została rozebrana w 1853 roku, ponieważ była zbyt mała i wymagała poszerzenia.

## Trzecia Brama Miejska
Trzecia brama miasta została zbudowana w 1853 roku podczas brytyjskiego panowania na Malcie. Brama znana była jako Porta Reale, ale była również nazywana Putirjal (po mаltańsku) i Kingsway w języku angielskim.
Brama została zaprojektowana przez pułkownika Thompsona z Royal Engineers i składała się z dwóch głównych łuków z dwoma mniejszymi po bokach. Po obu stronach bramy były posągi: Philippe’a Villiers de L’Isle-Adama (1464–1534), pierwszego Wielkiego Mistrza na Malcie, oraz Jeana Parisot de Valette. W 1892 roku nad łukiem, patrząc na Strada Reale, zostało umieszczone popiersie z brązu papieża Piusa V, który wniósł znaczący wkład finansowy w budowę Valletty.
W kwietniu 1942 roku, w wyniku bombardowań lotniczych, most prowadzący do bramy miasta został mocno uszkodzony, a posągi L’Isle-Adama i de Valette zniszczone.
W 1963 roku, podczas targów handlowych ogłoszono projekt przebudowy bramy. Prace rozbiórkowe rozpoczęły się w czerwcu 1964 roku, trzy miesiące przed uzyskaniem przez Maltę niepodległości. W trakcie rozbiórki bramy popiersie papieża Piusa V zostało oddane do magazynu. W 1993 roku nowo utworzona Lokalna Rada Valletty odzyskała popiersie i umieściła go w biurach Rady. W 2005 roku popiersie przeniesiono na Great Siege Square (plac Wielkiego Oblężenia), blisko katedry św. Jana Chrzciciela i budynku sądu.

## Czwarta Brama Miejska
Prace nad czwartą bramą miasta rozpoczęły się w 1964 roku i zostały zakończone w sierpniu 1965 roku. Została ona zbudowana według projektu włoskiego architekta Alziro Bergonzo w stylu włoskiego modernizmu. Miała jedno szerokie przejście, aby ułatwić duży przepływ ludzi. Brama była częścią projektu, który nigdy nie został ukończony – przebudowy wejścia do Valletty i Royal Opera House. Projekt był źródłem krytyki, gdyż nie komponował się z resztą architektury miejskiej.
Potrzeba przebudowy Bramy Miejskiej dojrzała w latach 90. XX wieku. Maltański architekt Richard England i włoski architekt Renzo Piano zaprezentowali dwa projekty przebudowy. Inwestycja została początkowo zamrożona w wyniku negatywnej reakcji społeczeństwa, ale ostatecznie został zaakceptowany projekt autorstwa Renzo Piano i czwarta brama została rozebrana między 2 i 5 maja 2011 roku. Koszty wyniosły 1,37 mln euro. W rozbiórce bramy symbolicznie wziął udział premier Malty Lawrence Gonzi.

## Piąta Brama Miejska
Piąta Brama Miejska została zbudowana w latach 2011–2014. Brama ta różni się od poprzednich, ponieważ składa się z luki pomiędzy bastionami, oflankowanej dużymi blokami kamiennymi, które są oddzielone od oryginalnych ścian osłonowych wysokimi ostrzami ze stali.
Podobnie jak czwarta brama, została ona zbudowana w ramach projektu przebudowy wjazdu do miasta. W ramach projektu przeobrażono także ruiny Royal Opera House w teatr pod gołym niebem, który znany jest jako Pjazza Teatru Rjal, a nowy budynek parlamentu został zbudowany na miejscu Freedom Square (placu Wolności).
Nowa brama miejska, jak i pozostała część projektu Renza Piana budzi kontrowersje. Pomimo że większość Maltańczyków z zadowoleniem przyjęła zburzenie czwartej bramy, nowoczesny wygląd piątej (jako nowego etapu w wizerunku Valletty), był krytykowany, gdyż wiele osób preferuje bardziej tradycyjny wygląd, podobny do trzeciej bramy. Nowa brama jest często porównywana do staroegipskiej świątyni Edfu. Krytycy wskazują, że luka pomiędzy bastionami jest w zasadzie nie na miejscu w mieście zbudowanym w znacznej mierze w stylu manieryzmu i baroku.